# 28. august
28. august er dag 240 i året i den gregorianske kalender (dag 241 i skudår). Der er 125 dage tilbage af året.

### Begivenheder
Født - Dødsfald
- 1619 - Ferdinand 2. vælges til kejser af det Tysk-romerske rige
- 1789 - William Herschel opdager Saturn-månen Enceladus.
- 1833 - Det britiske parlament ophæver slaveriet i alle britiske besiddelser.
- 1845 - Første nummer af Scientific American udsendes.
- 1849 - Østrig indtager Venedig .
- 1910 - Kongedømmet Montenegro proklameres i Cetinje
- 1914 - I bugten ved Helgoland trækker englænderne sig sejrrige ud af det første større søslag mod tyskerne under 1. verdenskrig.
- 1937 - Toyota Motors bliver et selvstændigt firma.
- 1943 - Som følge af folkeopstande i flere byer stiller tyskerne den danske regering krav om indførelse af blandt andet forbud mod strejker og forsamling i offentlighed, censur og dødsstraf for sabotage.
- 1963 - Martin Luther King holder sin berømte tale I Have a Dream i Washington D.C. under en demonstration for borgerlige rettigheder, der har samlet mere end 200.000 mennesker.
- 1971 - Den første festival i Roskilde afholdes under navnet "Sound Festival".
- 1990 - Irak erklærer, at Kuwait er en irakisk provins.
- 1996 - Charles, prins af Wales og prinsesse Diana bliver skilt.
- 2006 - Landsretten tilkender Faderhuset brugsret over Ungdomshuset på Jagtvej i København
- 2009 - Styresystemet Snow Leopard fra Apple bliver udgivet
- 2011 - Ved en selvmordsbombe i Bagdad omkommer 32 mennesker og 39 kommer til skade.

### Født
- 1366 - Konrad Kyeser, tysk militæringeniør (død efter 1405).
- 1667 - Louise af Mecklenburg, dansk dronning til Frederik 4. (død 1721).
- 1735 - Andreas Peter Bernstorff, dansk politiker og udenrigsminister (død 1797).
- 1749 - Johann Wolfgang von Goethe, tysk forfatter (død 1832).
- 1865 - Charlotte Wiehe, dansk skuespiller, balletdanser og sanger (død 1947).
- 1916 - Jack Vance, amerikansk science fiction-forfatter (død 2013).
- 1924 - Janet Frame, newzealandsk forfatter (død 2004).
- 1949 - Fini Høstrup, dansk jazzmusiker og komponist.
- 1952 - Thorleif Krarup, dansk direktør.
- 1963 - Peter Mygind, dansk skuespiller.
- 1965 - Shania Twain, canadisk sanger.
- 1969 - Jack Black, amerikansk skuespiller.
- 1969 - Jason Priestley, canadisk skuespiller.
- 1970 - Berit Brogaard, dansk-amerikansk filosof.
- 1973 - Marie Frank, dansk sanger.
- 1974 - Peter Sommer, dansk sanger og sangskriver.
- 1982 - LeAnn Rimes, amerikansk sanger.
- 1994 -  Ida Østergaard Madsen, dansk sanger og sangskriver.
- 1999 - Nikolai, dansk prins, søn af prins Joachim og grevinde Alexandra.

### Dødsfald
- 430 – Augustin, kirkefader, teolog og filosof (født 354).
- 1861 - Jonas Collin, dansk gehejmerådsformand (født 1776).
- 1958 - Kay Bojesen, dansk sølvsmed og designer (født 1886).
- 1978 - Robert Shaw, engelsk skuespiller (født 1927).
- 1981 - Jørgen Ryg, dansk skuespiller og jazzmusiker (født 1927).
- 1987 - John Huston, amerikansk filminstruktør (født 1906).
- 1995 - Michael Ende, tysk forfatter (født 1929).
- 2002 - Else Petersen, dansk skuespillerinde (født 1910).
- 2007 - Antonio Puerta, Spansk fodboldspiller (1984).
- 2008 - Phil Hill, amerikansk racerkører (født 1927).
- 2020 - Chadwick Boseman, amerikansk skuespiller (født 1976).

|  | Denne datoartikel kan blive bedre, hvis der indsættes et (bedre) billede Du kan hjælpe ved at afsøge Wikimedia Commons for et passende billede eller uploade et godt billede til Wikimedia Commons iht. de tilladte licenser og indsætte det i artiklen. |